# 佐藤立盛
佐藤 立盛（さとう りゅうせい、1995年7月26日 - ）は、宮城県仙台市出身のハンドボール選手。日本ハンドボールリーグのトヨタ自動車東日本所属。

## 経歴
東海大学時代は2014年に第2回U-22東アジア選手権の日本代表に選出。
2015年は関東学生ハンドボール・春季リーグで優秀新人賞を受賞。秋季リーグでは優秀選手賞を受賞した。
2018年1月に日本ハンドボールリーグのトヨタ自動車東日本へ加入。

## 詳細情報

### 年度別成績
| 年       | チーム             | 試合 | フィールド 得点 | 率   | 7m  | 合計   | 警告 | 退場 | 失格 |
| -------- | ------------------ | ---- | --------------- | ---- | --- | ------ | ---- | ---- | ---- |
| 2017-18  | トヨタ自動車東日本 | 3    | 9/17            | .529 | 0/0 | 9/17   | 0    | 0    | 0    |
| 2018-19  | トヨタ自動車東日本 | 24   | 67/156          | .429 | 1/1 | 68/157 | 2    | 7    | 0    |
| JHL：2年 | JHL：2年           | 27   | 76/173          | .439 | 1/1 | 77/174 | 2    | 7    | 0    |

### 記録

#### 日本ハンドボールリーグ
- フィールドゴール初得点：2018年2月24日、対大同特殊鋼戦（枇杷島スポーツセンター）[5]
- 7mスロー初得点：2019年3月3日、対琉球コラソン戦（フラップ大郷21）[6]

### 背番号
- 14 (2018年 - )

## 代表歴

### 日本代表U-22
- U-22東アジア選手権 (2014年)